# Barrio Estación (Concepción)
El Barrio Estación es un barrio característico de la ciudad de Concepción, Chile, ubicado frente a la antigua Estación de Ferrocarriles de la ciudad, que atraviesa gran parte de la avenida Prat y en el cual se sitúa la Plaza España Isabel La Católica.
En este barrio se concentra gran parte de la vida nocturna de la ciudad, constituyéndose como el barrio bohemio de Concepción. Lo conforman una serie de pubs, discotecas, algunos hoteles e incipientes restaurantes, orientados principalmente a los jóvenes universitarios y al adulto joven.

## Arquitectura
Detrás de las fachadas de cada local, aún se pueden apreciar los antiguos cimientos sobre los que se sitúa el barrio, el cual antiguamente estaba conformado por grandes casonas y hoteles. Muchas de estas construcciones fueron alteradas, pero aún conservan los detalles y terminaciones de lo que fueron originalmente.

## Destino del barrio
Desde el 2006, frente a este barrio se ha ido emplazado el nuevo Barrio Cívico de Concepción. Alrededor de la antigua Estación de Ferrocarriles ahora se encuentran el Gobierno Regional de la Región del Biobío y el Edificio de la Secretaría Regional Ministerial de Obras Públicas.

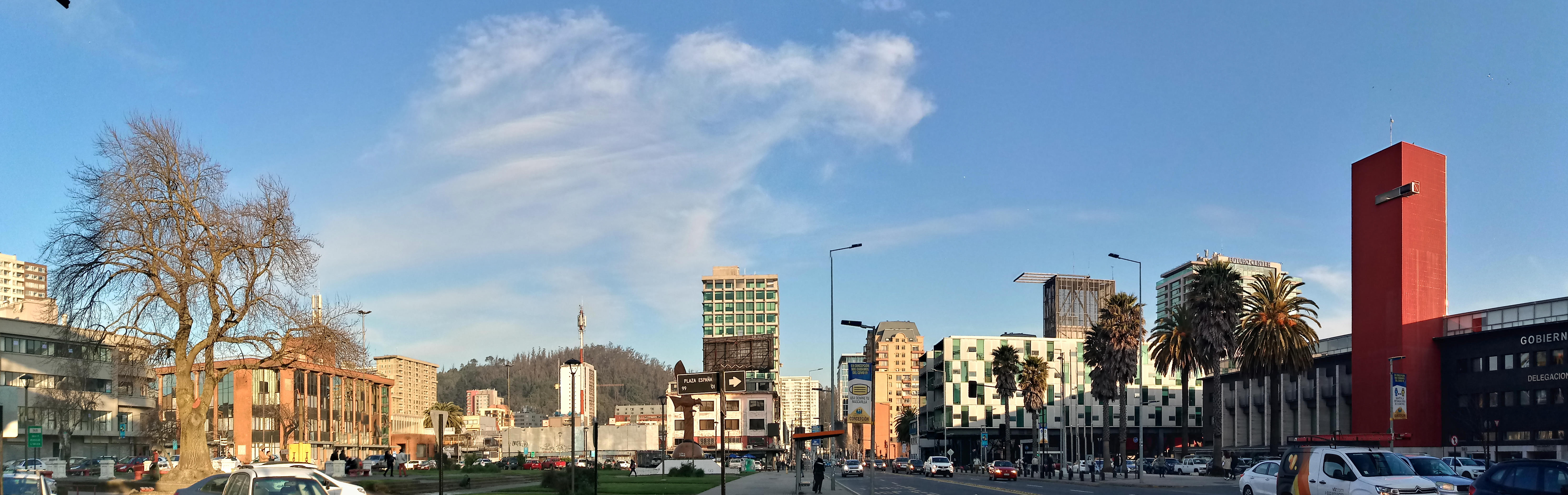
Barrio Estación desde Plaza España Isabel La Católica, Concepción, Chile